# Torres de Albanchez
Torres de Albanchez er en by og kommune i det sydlige Spanien i provinsen Jaén. Den har et indbyggertal på 741 (2024) indbyggere.